# Weltervikt i grekisk-romersk stil i brottning vid olympiska sommarspelen 1980
Herrarnas brottningsturnering i grekisk-romersk i viktklassen weltervikt vid olympiska sommarspelen 1980 avgjordes i Sports Complex of the Central Sports Club of the Army i Moskva.

## Medaljörer
| Klass      | Guld                   | Silver                          | Brons                   |
| Weltervikt | Ferenc Kocsis · Ungern | Anatolij Bijkov · Sovjetunionen | Mikko Huhtala · Finland |

## Resultat
Legend
- TF — Vinst genom fall
- IN — Vinst genom att motståndaren skadas
- DQ — Vinst genom passivitet
- D1 — Vinst genom passivitet, vinnaren är också passiv
- D2 — Båda brottarna förlorade på grund av passivitet
- FF — Vinst genom förverkande
- DNA — Anlände inte
- TPP — Totala straffpoäng
- MPP — Matchstraffpoäng

Straff
- 0 — Vinst genom fall, teknisk överlägsenhet, passivitet, skada och förverkande
- 0.5 — Vinst på poäng, 8-11 poängs skillnad
- 1 — Vinst på poäng, 1-7 poängs skillnad
- 2 — Vinst på passivitet, vinnaren är också passiv
- 3 — Förlust på poäng, 1-7 poängs skillnad
- 3.5 — Förlust på poäng, 8-11 poängs skillnad
- 4 — Förlust genom fall, teknisk överlägsenhet, passivitet, skada och förverkande

### Elimineringsrunda

#### Omgång 1
| TPP | MPP |                           | Poäng     |                          | MPP | TPP |
| --- | --- | ------------------------- | --------- | ------------------------ | --- | --- |
| 0   | 0   | Ferenc Kocsis (HUN)       | TF / 4:38 | Kaj Jægergaard (DEN)     | 4   | 4   |
| 4   | 4   | Karolj Kasap (YUG)        | DQ / 7:57 | Yanko Chopov (BUL)       | 0   | 0   |
| 3   | 3   | Jacques van Lancker (BEL) | 6 - 8     | Vítězslav Mácha (TCH)    | 1   | 1   |
| 4   | 4   | Jamal Moughrabi (SYR)     | TF / 3:35 | Lennart Lundell (SWE)    | 0   | 0   |
| 1   | 1   | Anatolij Bijkov (URS)     | 6 - 5     | Wiesław Dziadura (POL)   | 3   | 3   |
| 4   | 4   | Idalberto Barbán (CUB)    | TF / 1:31 | Mikko Huhtala (FIN)      | 0   | 0   |
| 1   | 1   | Gheorghe Minea (ROU)      | 12 - 6    | Lutfi Shihab Ahmed (IRQ) | 3   | 3   |

#### Omgång 2
| TPP | MPP |                           | Poäng     |                          | MPP | TPP |
| --- | --- | ------------------------- | --------- | ------------------------ | --- | --- |
| 0   | 0   | Ferenc Kocsis (HUN)       | DQ / 7:13 | Karolj Kasap (YUG)       | 4   | 8   |
| 8   | 4   | Kaj Jægergaard (DEN)      | TF / 2:28 | Yanko Chopov (BUL)       | 0   | 0   |
| 3   | 0   | Jacques van Lancker (BEL) | TF / 2:47 | Jamal Moughrabi (SYR)    | 4   | 8   |
| 2   | 1   | Vítězslav Mácha (TCH)     | 3 - 3     | Lennart Lundell (SWE)    | 3   | 3   |
| 1   | 0   | Anatolij Bijkov (URS)     | DQ / 4:58 | Idalberto Barbán (CUB)   | 4   | 8   |
| 4   | 1   | Wiesław Dziadura (POL)    | 4 - 3     | Gheorghe Minea (ROU)     | 3   | 4   |
| 0   | 0   | Mikko Huhtala (FIN)       | DQ / 5:56 | Lutfi Shihab Ahmed (IRQ) | 4   | 7   |

#### Omgång 3
| TPP | MPP |                           | Poäng     |                       | MPP | TPP |
| --- | --- | ------------------------- | --------- | --------------------- | --- | --- |
| 1   | 1   | Ferenc Kocsis (HUN)       | 4 - 3     | Yanko Chopov (BUL)    | 3   | 3   |
| 7   | 4   | Jacques van Lancker (BEL) | DQ / 7:08 | Lennart Lundell (SWE) | 0   | 3   |
| 5   | 3   | Vítězslav Mácha (TCH)     | 2 - 4     | Anatolij Bijkov (URS) | 1   | 2   |
| 7   | 3   | Wiesław Dziadura (POL)    | 3 - 7     | Mikko Huhtala (FIN)   | 1   | 1   |
| 4   |     | Gheorghe Minea (ROU)      |           | Bye                   |     |     |

#### Omgång 4
| TPP | MPP |                       | Poäng     |                       | MPP | TPP |
| --- | --- | --------------------- | --------- | --------------------- | --- | --- |
| 8   | 4   | Gheorghe Minea (ROU)  | TF / 2:45 | Ferenc Kocsis (HUN)   | 0   | 1   |
| 4   | 1   | Yanko Chopov (BUL)    | 6 - 2     | Vítězslav Mácha (TCH) | 3   | 8   |
| 6   | 3   | Lennart Lundell (SWE) | 4 - 10    | Anatolij Bijkov (URS) | 1   | 3   |
| 1   |     | Mikko Huhtala (FIN)   |           | Bye                   |     |     |

#### Omgång 5
| TPP | MPP |                     | Poäng     |                       | MPP | TPP |
| --- | --- | ------------------- | --------- | --------------------- | --- | --- |
| 5   | 4   | Mikko Huhtala (FIN) | TF / 5:44 | Ferenc Kocsis (HUN)   | 0   | 1   |
| 7   | 3   | Yanko Chopov (BUL)  | 4 - 5     | Anatolij Bijkov (URS) | 1   | 4   |

### Sista omgångarna
| TPP | MPP |                     | Poäng     |                       | MPP | TPP |
| --- | --- | ------------------- | --------- | --------------------- | --- | --- |
|     | 4   | Mikko Huhtala (FIN) | TF / 5:44 | Ferenc Kocsis (HUN)   | 0   |     |
| 7   | 3   | Mikko Huhtala (FIN) | 4 - 7     | Anatolij Bijkov (URS) | 1   |     |
| 2   | 2   | Ferenc Kocsis (HUN) | D1 / 7:21 | Anatolij Bijkov (URS) | 4   | 5   |